# Cantó de Moreuil
El cantó de Moreuil és un cantó francès del departament del Somme, situat al districte de Montdidier. Té 23 municipis i el cap és Moreuil.

## Municipis
- Arvillers
- Aubercourt
- Beaucourt-en-Santerre
- Berteaucourt-lès-Thennes
- Braches
- Cayeux-en-Santerre
- Contoire
- Démuin
- Domart-sur-la-Luce
- Fresnoy-en-Chaussée
- Hangard
- Hangest-en-Santerre
- Ignaucourt
- Mézières-en-Santerre
- Moreuil
- Morisel
- La Neuville-Sire-Bernard
- Pierrepont-sur-Avre
- Le Plessier-Rozainvillers
- Le Quesnel
- Thennes
- Villers-aux-Érables
- Wiencourt-l'Équipée

## Història
| Data d'elecció                           | Identitat        | Partit                    | Qualitat |
| ---------------------------------------- | ---------------- | ------------------------- | -------- |
| 1945-1951                                | Maurice Lémére   | PCF                       |          |
| 1951-1964                                | Charles Damay    | MRP                       |          |
| 1964-1970                                | Urbain Deleens   | Divers droite, després CD |          |
| 1970-1982                                | Marius Gardès    | PS                        |          |
| 1982-1988                                | Francis Soilleux | CNI                       |          |
| 1988                                     | Daniel Fournier  | PS                        |          |
| 1988-                                    | Pierre Boulanger | Divers droite             |          |
| les dades anteriors no són pas conegudes |                  |                           |          |
|                                          |                  |                           |          |

## Demografia
| A partir de 1990: Població sense dobles comptes |